# 반도체 메가 클러스터
반도체 메가 클러스터는 면적 2,102만㎡의 계획된 반도체 생산 단지로, 경기 남부에 밀집된 반도체 기업과 생산 단지를 하나의 생태계로 묶는 개념이다.

## 역사
2023년 3월 정부는 〈국가첨단산업 육성전략〉을 발표, 5월 이를 의결하였다. 이 전략에는 반도체에 340조 원으로 예상되는 첨단산업 민간 투자가 원활히 이루어지도록 정부 차원의 인센티브 제공에 주력하는 내용이 담겨있다. 또한, 기업 투자 효과 극대화를 위하여 세액공제 등 정부 지원 강화 방안을 추진하는 내용도 담겨있다.
2024년 1월 15일, 정부는 윤석열 대통령이 주재한 〈국민과 함께하는 민생 토론회〉에서 《세계 최대·최고 반도체 메가 클러스터 조성 방안》을 발표하였다.
2024년 4월, 산업통상자원부는 대통령실에서 열린 〈반도체 현안 점검회의〉에서 반도체 메가 클러스터 추진 현황을 발표하였다. 전력과 용수 등 기반 시설 조성은 공공기관 예비타당성 조사가 면제되었기에 공공기관이 최대한 구축하기로 하였다.

### 주요 목표
반도체 메가 클러스터를 통한 기대 효과와 주요 목표, 수립 계획 등은 다음과 같다.
1. 2030년까지 소재·부품·장비 자립률을 기존 30%에서 50%로
2. 시가총액 1조 원 국내 기업을 10곳 육성
3. 파운드리를 기반으로 팹리스 산업을 육성하여, 현재 3%인 시스템 반도체 점유율을 2030년 10%로, 전 세계 팹리스 상위 50개 기업에 국내 기업이 10개 등재되도록 지원

정부의 예상 고용 창출 효과는 약 193만 명의 직접 고용 창출과 약 142만 명의 간접 고용 창출이다.

### 계획
정부는 2047년까지 622조 원의 민간 투자로, 경기도 평택·화성·용인·이천·안성·성남(판교)·수원 일대에 반도체 생산 공장 13개, 연구 시설 3개를 신설하겠다는 계획을 발표하였다. 주요 계획은 삼성전자가 용인에 360조 원, 평택에 120조 원을, SK하이닉스가 용인에 122조 원을 투자하는 것이며, 삼성전자는 기흥 연구개발(R&D)센터에 연구 시설 3기도 20조 원을 들여 새로 만들기로 하였다. 계획 면적은 2,102만㎡으로, 2030년 기준 월 웨이퍼 770만 장을 생산할 수 있도록  메모리·파운드리·디자인하우스·팹리스·소부장 등 반도체 전 분야 밸류체인의 집적단지로 조성하겠다는 계획이다. 고대역 메모리(HBM)와 2나노미터(nm) 이하 공정 기반 시스템반도체 생태계도 조성하기로 하였다.
세계 최대 규모로 조성되는 만큼 산단 내 전력·용수 공급 문제를 해결하기 위하여 정부는 전력·용수 등 필요 인프라의 공급이 원활히 진행되도록 지방자치단체등 관계 기관과 협력하겠다고 밝혔다.
정부는 삼성전자와 SK하이닉스가 대규모 신규 팹을 건설 중인 용인국가산단에 총 10기가와트(GW) 이상의 전력과 일 110만 8,000톤의 용수가 필요할 것으로 추산하였으며, 이에  초기 수요 전력 3GW는 산단에 있는 액화천연가스(LNG) 발전소를 활용해 충당, 나머지 7GW의 전력 수요는 원거리에서의 발전 전력을 공급 받는 식으로 계획을 수립하였다.
한국전력은 2024년부터 2027년까지 입지 선정을 마무리하고, 2027년부터 1년간 환경영향평가를 진행할 계획이다. 이후 공청회 및 실시 계획 사업 승인, 구간별 공사 착수 단계 등을 마무리하고 2036년 준공을 목표로 하고 있다.

## 지역별
계획에 따르면, 소재·부품·장비와 연구개발, 팹리스 기업들이 각각 분산 배치되며, 차세대 반도체 연구개발을 위하여 기술 개발 거점 지역이 설정되었다. 판교는 인공지능 반도체, 평택은 차세대 소자·패키징, 수원은 차세대 화합물 반도체 등이다.

### 용인

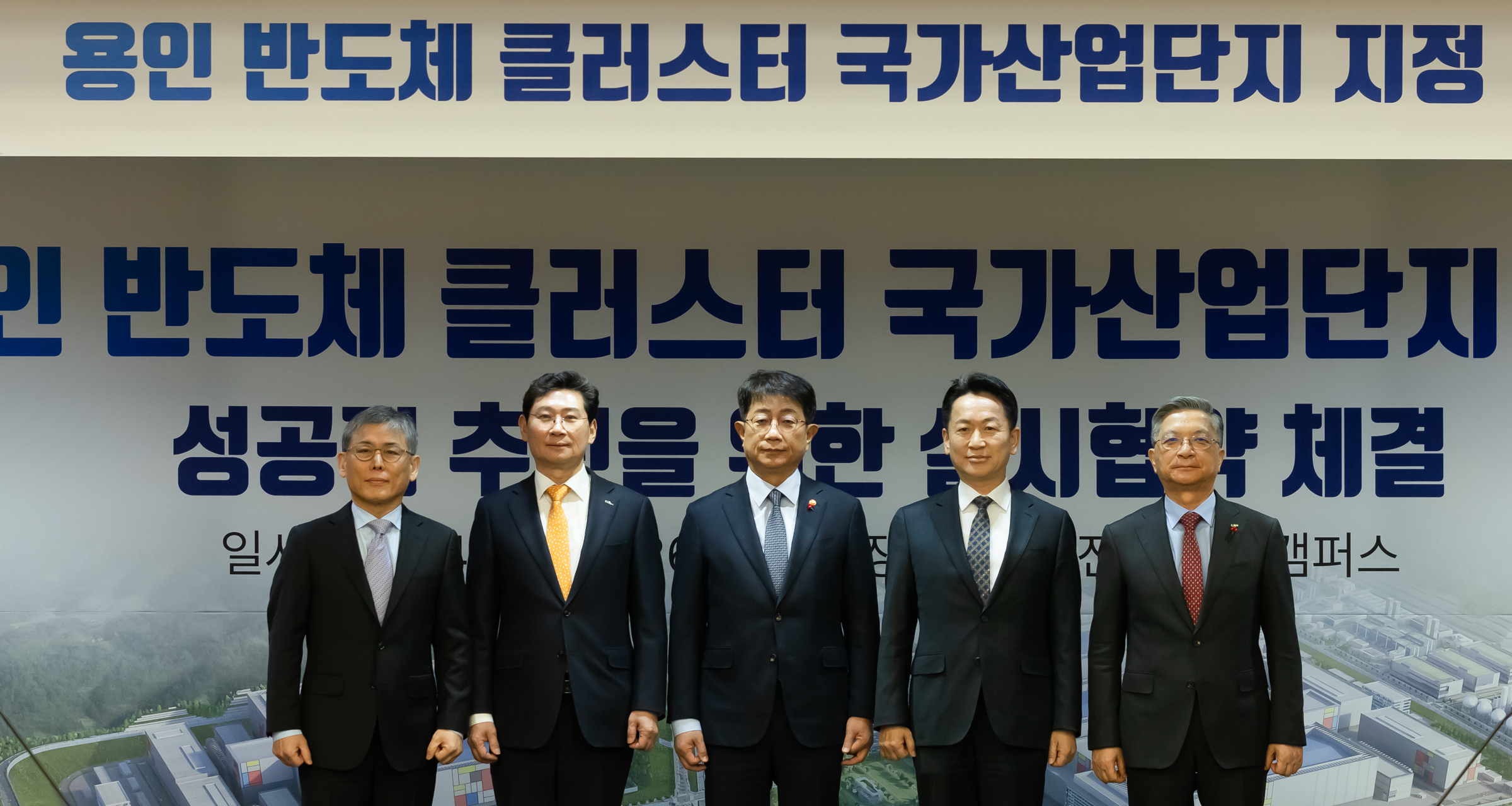
용인 첨단시스템반도체 클러스터 국가산업단지산업단지계획 승인 기념행사 (2024년 12월)

SK하이닉스의 용인반도체클러스터 양산 검증 테스트베드를 2025년부터 착공하여 2027년까지 완공될 수 있도록 지원하고, 이를 통하여 국가 첨단반도체 실증 테스트베드(ASTC)를 구축할 계획을 수립하였다.
2024년 7월, 환경부와 한국수자원공사는 용인반도체 산단 내 용수공급을 위한 사업타당성 조사 및 기본계획 수립 계획을 발표하였다. 주요 내용은 2034년까지 총 사업비 1조 7,600억원을 투입하여 하루 최대 80만 톤의 공업 용수를 공급할 수 있는 시설을 조성하는 것이다.

## 같이 보기
- 용인반도체클러스터
- 대한민국의 반도체 산업